# Enrico Ghedi
Enrico Ghedi (Brescia, 29 novembre 1966) è un tastierista, cantante, arrangiatore e drammaturgo italiano.
Musicista, dal 1985 al 2002 è stato tastierista e voce del gruppo musicale rock Timoria, coautore e arrangiatore; con i Timoria ha registrato 12 album (tre dischi d'oro: nel 1994, nel 1996 e nel 2001 per Polygram e Universal, tra cui Viaggio senza vento) e tenuto centinaia di concerti in Italia ed Europa dividendo i palchi con U2, Aerosmith, The Cure, Les Négresses Vertes, Noir Désir, Emerson, Lake & Palmer, Ben Harper, Wire, PFM ed altri e collaborando con Wim Wenders, Aldo Busi, Lawrence Ferlinghetti, Alejandro Jodorowskij. Nel 1995 propone l'opera La scatola con gli insetti.

## Biografia
Inizia lo studio del pianoforte a cinque anni con il professor Luigi Manenti, direttore del conservatorio Venturi di Brescia. Diplomato al liceo classico Arnaldo di Brescia, frequenta dal 1988 l'Università di musicologia di Pavia per tre anni. Da sempre appassionato di antropologia culturale, malgrado il già fervente lavoro coi Timoria, insegue seminari e corsi di etnomusicologia. Nel 1991 con i Timoria vince il premio della critica al Festival di Sanremo.
Nel 1995 tiene una serie di conferenze per Amnesty International e Greenpeace sugli strumenti di sensibilizzazione politica e socio-culturale in diverse università e radio italiane e francesi, promuovendo in seguito la realizzazione di mostre d'arti figurative e letterarie a sostegno di Emergency. Nel 1996 e '97 collabora con Adidas Italia nella produzione artistica e casting dello StreetBall Adidas ed è assistente alla produzione in due edizioni del Festival della contaminazione tra le arti BresciaMusicArt, ideato e diretto da Omar Pedrini.
Nel 1998 è invitato da Raffaele Crovi come ospite speciale al premio San Pellegrino di poesia in occasione del quale presenterà la sua prima opera teatrale "La scatola con gli insetti", che porterà in tournée per due anni con la collaborazione dell'orchestra da camera Caronte e di Fabiola Naldi nonché con un imponente apparato sinestetico composto da opere dell'artista belga Jan Fabre ed installazioni di Mariangela Guatteri.
Nel 1999 partecipa al Salone del Libro di Torino con un workshop sul "Rapporto tra poesia e musica nel nostro secolo" e partecipa al progetto musicale Canto di spine: versi italiani del '900 in forma di canzone degli Altera pubblicato nel 2002. Nel 1999 il video del brano Sangue impazzito dei Timoria è premiato come “Miglior videoclip dell'ultimo decennio" al festival delle etichette indipendenti di Faenza, in giuria anche Franco Battiato.
Nel 2000 produce gli "Empatia", gruppo crossover di Pordenone. Compone le musiche originali per la messa in opera del testo teatrale I wish to be light di Igor Costanzo nella traduzione americana di Jack Hirschman e collabora per un anno con lo scrittore statunitense Dan Fante (figlio del grande sceneggiatore John Fante). Il 1º maggio del 2002 decide di separarsi dai Timoria che si scioglieranno dopo 4 mesi.
Per tutto il 2005 è stato responsabile dell'ufficio stampa della casa editrice Shin e ha scritto per la rivista Inside distribuita in 12 paesi del mondo; in questo periodo tiene workshop e conferenze sull'editoria dell'arte e sulla realizzazione della colonna sonora nel cinema e partecipa a reading poetico-musicali in Italia e Francia con Lawrence Ferlinghetti, Jack Hirschman, Igor Costanzo e Matteo Guarnaccia. Collabora con l'università di Urbino per la realizzazione di articoli sul rapporto musica-testo. Nel 2005 dirige la mostra mercato della libera editoria a Brescia e partecipa al simposio su Pier Paolo Pasolini "Pasolini sconosciuto 1975-2005" alla triennale di Milano come ospite, presentando la sua intervista su Pasolini a Lawrence Ferlinghetti. Del marzo 2006 la pubblicazione del racconto "In fondo mi assomiglia" per le edizioni Il Foglio.
Nel 2009 compone la colonna sonora dell'opera teatrale "Iliade: così io piango te" per la regia di Oreste Castagna, suonata dal vivo in occasione di ogni rappresentazione, con pianoforte e computer. Dal 2008 comincia una collaborazione col Teatro Prova di Bergamo e l'attore Walter Tiraboschi.
Nel dicembre 2012 Volopress pubblica un'antologia dei suoi testi teatrali e poetici col titolo La Scatola con gli Insetti con illustrazioni di Marco Lodola e la prefazione di Omar Pedrini (il libro viene pubblicata in edizione limitata di 400 copie, numerata e firmata); al suo interno un cd con musiche originali di Enrico Ghedi e recitazioni degli attori Walter Tiraboschi, Igor Costanzo, Carlo Vergano. Nel settembre 2013, inventa insieme ad Hubert Venturini la software games house "AV-Games" e FluxusIT azienda di sicurezza informatica. Nel 2014 insieme a Seam edizioni di Roma ripubblica la versione completa de "La scatola con gli insetti" comprendente il nuovo corpus: "Poesie del beduino e della sedia" che Jack Hirschman decide di tradurre per il pubblico americano e di pubblicare per Marimbo di S. Francisco nel 2017, costola la prestigiosa City Lights Bookstore fondata da uno dei padri della beat generation, Lawrence Ferlinghetti. In occasione del 25º anniversario della pubblicazione di Viaggio Senza vento Universal Music ripubblica tre edizioni dell'album : il doppio CD rimasterizzato dai nastri originali e l’aggiunta di un bonus disc con il brano inedito “Angel”, la cover di “I Can’t Explain” degli Who e le versioni demo di 11 brani, la versione in doppio LP in vinile da 180 grammi disponibile ora per la prima volta e un box deluxe in edizione limitata e numerata contenente il doppio CD, il doppio LP in vinile giallo, un poster del tour di “Viaggio Senza Vento” e un esclusivo book di 56 pagine con foto inedite dagli archivi dei Timoria e le testimonianze dei cinque membri della band, di Mauro Pagani e di Eugenio Finardi.
Gennaio 2020, mentre compie 25 anni il disco «distopico» dei Timoria: «2020 Speedball» che si prepara a tornare sul mercato in una nuova edizione per celebrare il quarto di secolo ormai trascorso dalla pubblicazione originale del marzo '95. Enrico Ghedi produce un progetto musicale di beneficenza "Giostra Margot" e fonda il duo GESTALT FINALE con Antonio Rafaschieri, in arte Rastroni, lavorando intensamente ad un progetto di respiro internazionale in pubblicazione nel 2022.

## Opere
- La scatola con gli insetti e altri versi, Volo Press Edizioni
- La scatola con gli insetti e altri versi, 2ª edizione aggiornata con corpus « I versi del beduino e della sedia » 2014 Seam Edizioni, ISBN 978-88-8179-521-5
- Non sono io il principe azzurro " antologia tributo a Luigi Tenco " 2006 Ass Culturale Il Foglio Libri
- “The box with the vermin translated by Jack Hirschman 2016”   Marimbo Saint. Francisco USA
- Il pianoforte di Einstein e nuovi versi, Seam Edizioni, Kindle-Amazon, 2022

## Discografia

### Con i Timoria
- 1990 – Colori che esplodono
- 1991 – Ritmo e dolore
- 1992 – Storie per vivere
- 1993 – Viaggio senza vento
- 1995 – 2020 SpeedBall
- 1997 – Eta Beta
- 1999 – 1999
- 2001 – El Topo Grand Hotel
- 2002 – Un Aldo qualunque sul treno magico

### Partecipazioni
- 1995 – Tributo ad Augusto
- 1996 – Beatnik - Il ragazzo tatuato di Birkenhead (Omar Pedrini)
- 1996 – Euro 13 compilation
- 1999 – Canto di spine
- 2005 – Colonna sonora "Iliade così io piango te" regia Oreste Castagna (contributo della RAI)
- 2016 – BJLFP Produzione in  "Roma Est"